# Raphael Holinshed
Raphael Holinshed (Hollingshead) (vers 1525 – vers 1580), est un historien et chroniqueur anglais, dont le travail, connu sous le nom de Chroniques Holinshed, fut l'une des sources majeures utilisées par William Shakespeare pour nombre de ses pièces, ainsi que par Marlowe pour son Édouard II.

## Biographie

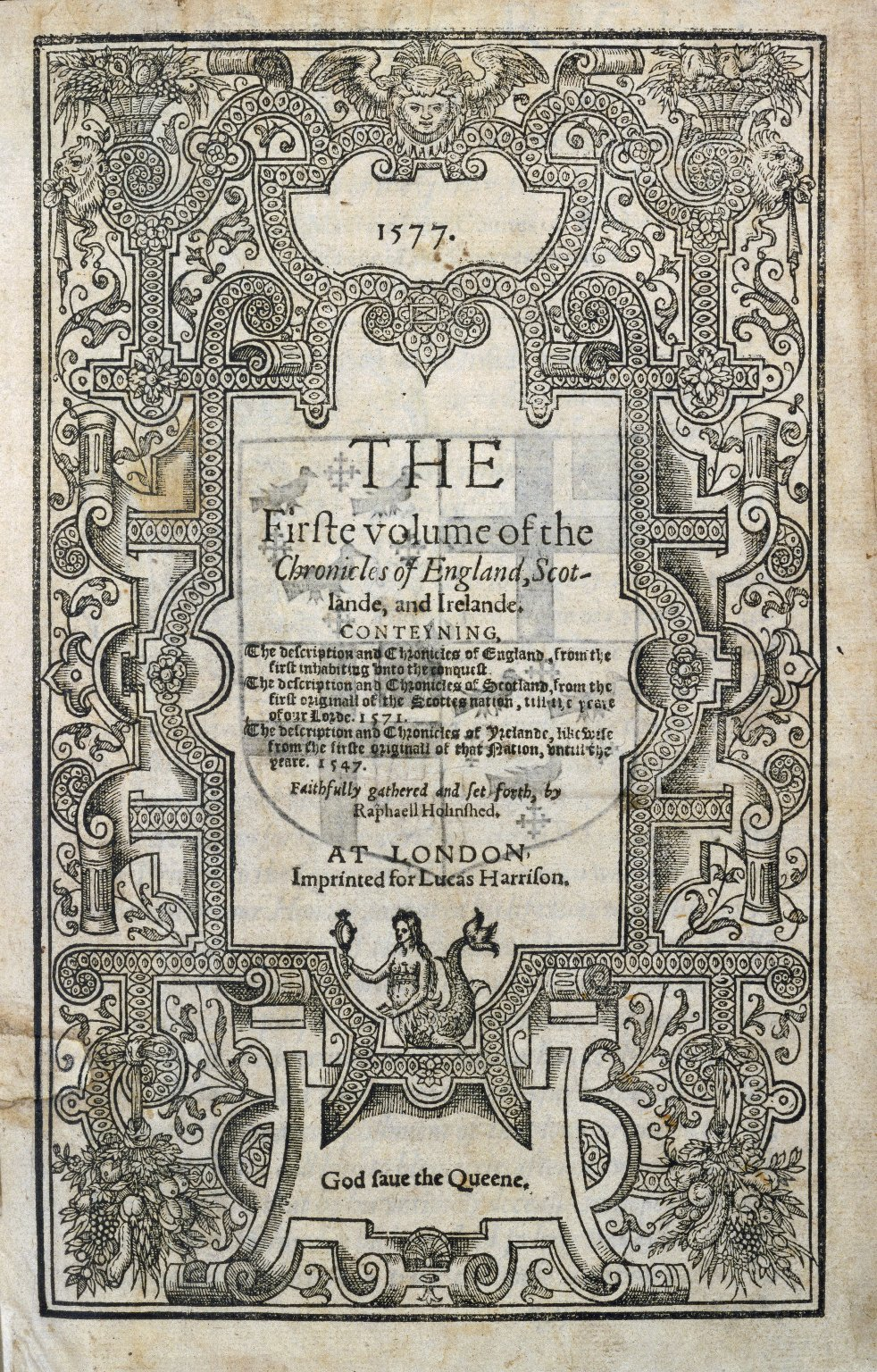
Première édition des Chroniques d'Angleterre, Écosse et Irlande.

Il est le fils de Ralph Holinshed ou Hollingshead de Cophurst dans la municipalité de Sutton Downes (Cheshire). À l'âge d'environ 30 ans, il est embauché à Londres par l'éditeur Reginald Wolfe. Celui-ci a entrepris de créer une « cosmographie universelle » (une description historique et géographique du monde), et utilise Holinshed comme rédacteur en chef pour compiler l'histoire du monde depuis le Déluge jusqu'au règne d'Élisabeth Ire d'Angleterre.
Ce projet ambitieux ne sera jamais achevé, car Wolfe meurt en 1573, mais le travail d'Holinshed est publié en 1577 sous le titre Chroniques d'Angleterre, Écosse et Irlande. L'ouvrage fait deux volumes, et comprend 2835 pages. Toutefois, Holinshed est peu satisfait du travail, non seulement parce que l'objectif initial n'a pas été réalisé, mais parce que la qualité des travaux fournis par les autres contributeurs de l'œuvre lui semble mauvaise. Malgré cela, l'ouvrage est un succès commercial.
En 1587, environ sept ans après la mort de l'historien, une seconde édition paraît. Ses éditeurs ont fait en sorte d'améliorer le travail précédemment fourni.
Shakespeare utilise la seconde édition des Chroniques comme source pour la plupart de ses pièces historiques, le complot de Macbeth, et pour des parties du Roi Lear et Cymbeline.

### Sources
- Cyndia Susan Clegg, « Holinshed, Raphael (c.1525–1580?) », Oxford Dictionary of National Biography, Oxford University Press, Sept 2004; online edn, Jan 2008. Version de novembre 2008.

- (en) Cet article est partiellement ou en totalité issu de l’article de Wikipédia en anglais intitulé « Raphael Holinshed » (voir la liste des auteurs).